# سيبي جورج
سيبي جورج (بالإنجليزية: Sibi George) (مواليد 20 مايو 1967) موظف حكومي هندي في السلك الدبلوماسي الهندي، وهو سفير الهند الحالي لدى اليابان. شغل سابقًا منصب سفير الهند لدى الكويت، وسويسرا، والفاتيكان، وليختنشتاين. انضم إلى السلك الدبلوماسي الهندي عام 1993.
في عام 2014، منحته حكومة الهند جائزة شيليندرا كومار سينغ للتميز في الخدمة الخارجية الهندية. وقد مُنحت له هذه الجائزة أثناء توليه منصب نائب رئيس البعثة في الرياض، بالسعودية.

## الحياة المبكرة والتعليم
وُلِد جورج في بالا (كيرلا). وهو خريج حاصل على الميدالية الذهبية من كلية سانت توماس، بالاي، وحاصل على ماجستير في العلوم السياسية. كما حصل على دبلوم في اللغة العربية من الجامعة الأمريكية بالقاهرة.

## الحياة المهنية
انضم جورج إلى السلك الدبلوماسي الهندي عام 1993، وبدأ مسيرته الدبلوماسية في القاهرة حيث عمل في البعثة كمسؤول سياسي. ثم انتقل بعد ذلك إلى السفارة الهندية في الدوحة بقطر، حيث تولى الشؤون القنصلية والمجتمعية والإعلامية كسكرتير أول. ثم عمل مستشارًا سياسيًا في المفوضية العليا الهندية في إسلام آباد بباكستان، ومستشارًا سياسيًا ومستشارًا تجاريًا في السفارة الهندية في واشنطن العاصمة. كما شغل منصب نائب رئيس البعثة في البعثات الهندية في طهران بإيران، والرياض بالسعودية.
في مقر وزارة الخارجية في نيودلهي، عمل في قسم شرق آسيا، ومنسقًا لقمة منتدى الهند وإفريقيا. ثم ترأس لاحقًا أقسام الإدارة والتأسيس والرعاية الاجتماعية في وزارة الخارجية.
تم اعتماده سفيرًا للهند لدى سويسرا والكرسي الرسولي (مدينة الفاتيكان) وإمارة ليختنشتاين في نوفمبر 2017، والكويت في عام 2020. وخلال منصبه، تعامل مع الزيارات رفيعة المستوى لرئيس الوزراء ناريندرا مودي في يناير 2018، الذي زار سويسرا لإلقاء الخطاب الرئيسي في الاجتماع السنوي للمنتدى الاقتصادي العالمي 2018 في دافوس، والزيارة الرسمية الأخيرة للرئيس رام ناث كوفيند إلى سويسرا. كما حضر الرئيس حفل استقبال للجالية الهندية وأصدقاء الهند استضافته سيبي جورج.

## الجوائز
مُنح جورج جائزة شيليندرا كومار سينغ للتميز في الخدمة الخارجية الهندية من نائب الرئيس الهندي السابق محمد حامد أنصاري. وهنأه على خدماته في مساعدة المغتربين الهنود خلال برنامج نطاقات السعودي، وهو قانون يهدف إلى منح فرص عمل تفضيلية للسكان المحليين، ويتضمن حملة لتحديد العمال المهاجرين غير الشرعيين. تفاوضت السفارة الهندية على حلول لجميع الهنود المحتاجين للمساعدة. عاد حوالي 100,000 إلى ديارهم، بينما عملت السفارة والمتطوعون على تسوية أوضاع 1.4 مليون هندي رغبوا في البقاء في السعودية.

## الحياة الشخصية
متزوج من الفنانة جويس جون بامبورثو، ولديهما ثلاثة أطفال.

## روابط خارجية
- Ambassador’s Bio Data, Embassy of India, Berne
- https://www.indembkwt.gov.in/Ambassador.php